# Torpedo sinuspersici
Espèce
Répartition géographique
Statut de conservation UICN

 DD  : Données insuffisantes
Torpedo sinuspersici est une grande raie de couleur rouge de Falun à la couleur marron foncé, vivant dans l'océan Indien occidental. Taille : 1,20 m à 1,80 m. Elle peut survivre plusieurs jours hors de l'eau dans un milieu humide.

## Biologie
Il s'agit d'un animal ovovivipare, dont la chair est comestible. Ces raies forment des regroupements pendant la saison de reproduction,,.